# 今年
| ウィキペディアには「今年」という見出しの百科事典記事はありません（タイトルに「今年」を含むページの一覧/「今年」で始まるページの一覧）。 代わりにウィクショナリーのページ「今年」が役に立つかもしれません。 |